# ده ویلمینگتون

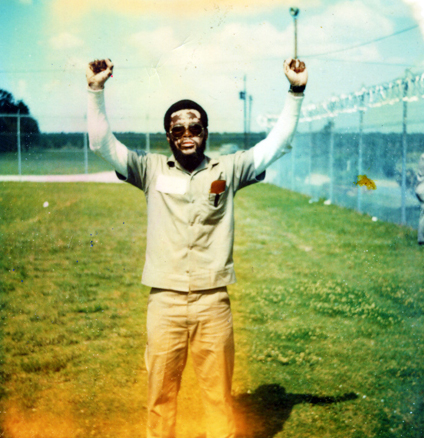
جری جاکوبز، یکی از ده ویلمینگتون, در زندان، ژوئن ۱۹۷۶.

ده ویلمینگتون (انگلیسی: Wilmington Ten) نه مرد و زن جوان سیاهپوست آمریکایی در جنبش ضدنژادگرایی بودند که به اشتباه در سال ۱۹۷۱ به جرم توطئه و آتش‌افروزی به ۲۹ سال زندان محکوم شدند. تقریباً همه آنها به مدت یک دهه را در زندان سپری کردند تا به دنبال تقاضای دادگاه استیناف در حکم صادر شده و تبدیل شدن زندان این جوانان به یک موضوع جهانی، همه نه نفر آزاد شدند.